# Zabbaleen
Los zabbaleen (en árabe زبالين) son un grupo egipcio de cristianos coptos reconocidos mundialmente por su ocupación principal que ha sido la recolección de basura de la ciudad de El Cairo desde hace más de 50 años.
Se encuentran dispersos en diversas regiones urbanas del Gran Cairo. La población más grande se ubica en el pueblo Mokattam, que es apodado como "la Ciudad Basura".

## Origen
Los zabbaleen descienden de familias de campesinos que fueron despojados de sus tierras y emigraron a El Cairo por la dificultad agrícola en la década de los años 1930 y años 1940. Muchas de esas familias se dedicaron a la crianza de cerdos, cabras, gallinas, y otros animales domésticos a los que alimentaban con forraje y compuestos orgánicos que les compraban a la comunidad Wahiya.
Inicialmente se asentaron en la zona de Imbaba, sin embargo, en 1970, el gobernador de Guiza decretó una orden de desalojo que los obligó a asentarse a las afueras de la ciudad.
Finalmente, la mayoría se establecieron en canteras abandonadas al pie de las colinas Mokattam, donde empezaron a destacar como recolectores de papel y cartón.

## Reciclaje

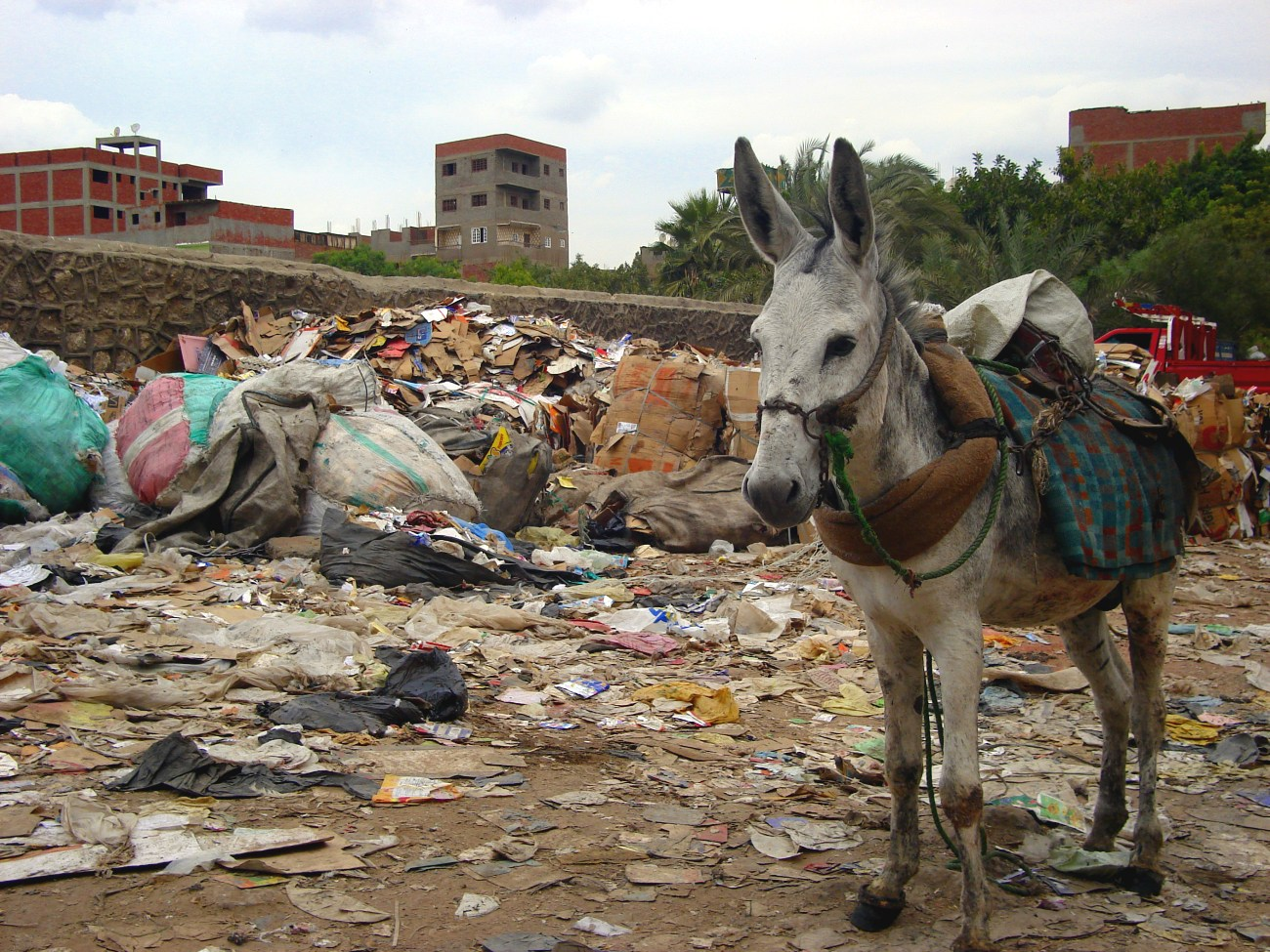
Burro Zabbal

La comunidad zabbal ha organizado un sistema de recolección y reciclaje de residuos con un manejo de desechos muy eficaz, denominado a veces "basura cero".
Ellos mismos se encargan de recoger la basura de los residentes puerta por puerta, casi siempre sin costo alguno, ayudándose de camiones o carros tirados por burros en los que transportan la basura a su pueblo Makkatam. Allí clasifican la basura, ayudados frecuentemente por puercos a quienes alimentan con residuos orgánicos. Luego venden los materiales clasificados como secundarios: papel, hojalata, vidrio, materiales plásticos, trapos y latas de aluminio a intermediarios y finalmente venden materiales para generar nuevos productos a partir de basura reciclada.
Desde 1984, la Asociación para la Protección del Medio Ambiente (APE) ha estado trabajando con los zabbaleen con el objetivo de mejorar las condiciones de vida y contribuir al trabajo de reciclaje de la comunidad.
APE ha realizado programas de alfabetización, aritmética y salud para niños, además de poner en marcha proyectos para el reciclaje de papel, y abono orgánico.
Mientras la mayoría de las empresas occidentales no pueden reciclar ni siquiera el 25% de los residuos que recogen, se calcula que los zabbaleen logran reutilizar entre el 80% y el 85% de los residuos, por lo que se considera una de las comunidades con mayor índice y eficacia de reciclaje en el mundo.
Se estima que alrededor de 40.000 zabbaleen tienen este empleo, obteniendo alrededor de 3.000 toneladas diarias de residuos. El gobierno de Egipto no ha apoyado de forma alguna a los Zabbalees, así que toda la organización que han realizado los coptos ha sido por su cuenta sin la colaboración del gobierno.
En 2004 nació "El Espíritu de la Juventud" (SOY), una organización no-gubernamental fundada originalmente para representar a trabajadores zabaleen. El periódico Egypt Independent reporta que desde entonces se ha creado un sindicato para trabajadores de limpieza, embellecimiento y la protección del medio ambiente, y se han registrado oficialmente 38 empresas que consisten en grupos de individuos Zabaleen, lo que significa que el trabajo de esos participantes ya no es informal. Según el director de SOY, Ezzat Naiem, actualmente hay unos 150.000 trabajadores zabbaleen que trabajan y están activos en el reciclaje de la ciudad.

## Religión

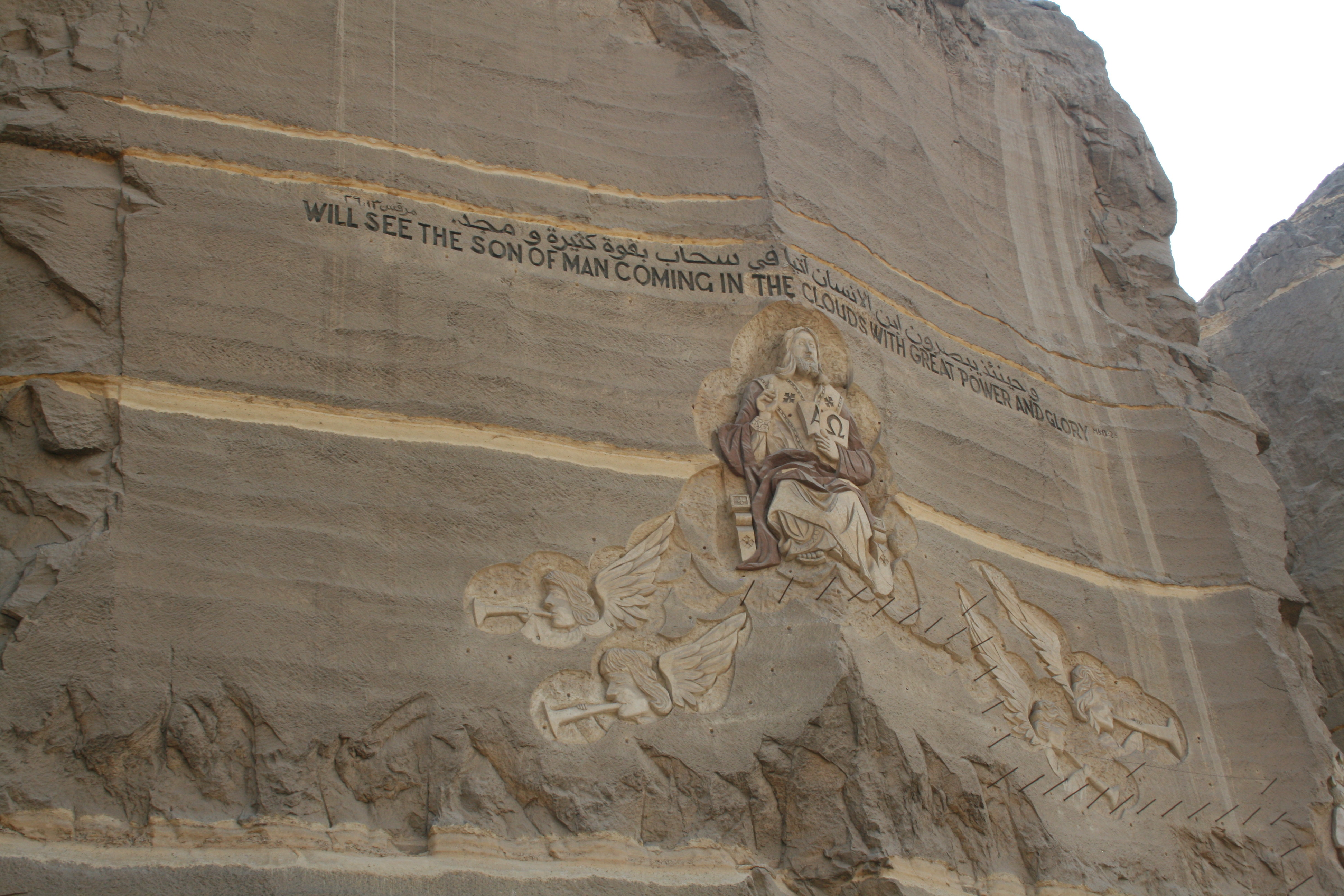
Iglesia de San Simón, la iglesia cristiana más grande del Medio Oriente

Hace algunos años se estimaba que en Egipto, aproximadamente el 95% de las personas eran de religión musulmana y tan sólo el 5% cristianas. Aunque en años recientes se ha calculado que los cristianos coptos ya constituyen entre el 11 y 15 % de la población.
A pesar de esto, se calcula que más del 90% de la comunidad Zabbaleen en Mokattam Village son cristianos coptos, y constituyen la comunidad cristiana más grande del Medio Oriente.
En 1975 la iglesia copta local en el Pueblo Mokattam, fue establecida, y en 1976 se erigió la primera iglesia bajo la montaña Mokattam en un terreno de 1000 metros cuadrados. A partir de entonces, se han construido más iglesias en cuevas a las afueras de la ciudad, hasta conformar las siete que se encuentran escondidas en la montaña en la actualidad. La iglesia de San Simón Tanner, en Muqattam, una especie de anfiteatro-cueva con capacidad para 15.000 a 20.000 personas, es la iglesia más grande del Medio Oriente.

## Dificultades
Los zabaleen son estigmatizados por la nación islámica debido a su fe cristiana y a su forma de ganarse la vida, por lo que a menudo sufren discriminación social y persecución religiosa de extremistas que pertenecen al grupo de los Hermanos Musulmanes.
Debido a su ocupación y a las condiciones precarias de los lugares en donde residen, la situación general de estos egipcios coptos es de pobreza. Cabe destacar que se estima que el 20% de la población de Egipto está en condiciones de pobreza.
En 2003, la situación socioeconómica de los Zabbaleen se comenzó a amenazar gravemente cuando el entonces gobierno de Egipto estableció un plan para otorgar fondos a empresas extranjeras multinacionales, de España e Italia, para que éstas se ocuparan de la basura, desplazando el empleo de miles de estos egipcios.
Por si fuera poco, en 2009 el gobierno egipcio durante la administración de Hosni Mubarak, ordenó la matanza de los puercos de los zabbaleen, con el argumento del miedo a la influenza H1N1. Esto afectó el trabajo de los zabbalees, por ser el puerco un animal que les ayudaba mucho en las acciones de limpieza. Aunado a esto, el gobierno buscó terminar completamente con la aldea Mokattam y reubicar a estos egipcios coptos a 25 km a las afueras de El Cairo.
Después de la llamada "masacre de puercos" y la reubicación de familias zabaleen, sobrevino una crisis de basura en el Cairo, sin embargo, con el ascenso de Mohamed Morsi, el gobierno egipcio vino a considerar el trabajo de los Zabaleen como una labor importante y efectiva en la sociedad egipcia, dándoles con esto un reconocimiento oficial y gubernamental. En este asunto, la política de Abdelfatah Al-Sisi se ha mantenido de forma similar, con promesas de estabilidad social.